# Ратови са Апачима
Апачки ратови (енгл. Apache Wars), низ сукоба између САД и индијанског племена Апача који су трајали од 1860. до 1886. године.

## Позадина
Након Америчког грађанског рата (1861-1865) наступио је период нагле експанзије САД у области западно од реке Мисисипи. Иако су ова подручја од давнина била станишта и ловишта бројних индијанских племена, америчка влада и насељеници полагали су право на њих као на ненастањену земљу, а малобројно и ретко насељено домородачко становништво није било у стању да се одупре модерном оружју и војним снагама једне велике индустријализоване државе. У периоду 1865-1891. САД су предузимале 13 похода против разних индијанских племена. Поглавице племена Апача Херонимо и Команча, истакли су се у борбама 1885-1886. Бољим оружјем, бројнији и организованији, белци су истребљивали и потискивали Индијанце све више према западу. Од 1890. када су САД овладале својом данашњом територијом, остаци Индијанаца су груписани у резерватима који су оснивани од 1837. на простору између Канзаса, Мисурија, Аркенсоа, Тексаса, Колорада и Новог Мексика. Број Индијанаца у резерватима 1890. износио је 186.490, али су и тамо дизали устанке, 1889-90, 1898. и 1907.

## Хронологија

### Апачи и Мексико
- 1821. Након проглашења независности, влада Мексика обуставља традиционалну шпанску политику плаћања данка (у храни и роби) племенима Апача и Кијова настањеним око католичких мисија и пограничних утврђења (президија) у северном Мексику и распушта професионалну војску која је до тада чувала погранична утврђења. Лишени дотадашње помоћи шпанске владе, Апачи и Кијове окрећу се разбојништву (углавном отимању коња и робова) против незаштићених мексичких села и путника у државама Сонора и Чивава, што постаје основно занимање ових племена све до 1886.[1]
- 1835. Влада државе Сонора расписује награду од 100 пезета (100 долара, цена доброг коња или 2-4 пушке) за скалп ратника Апача.[1]
- 1837. Влада државе Чивава расписује награде за скалпове Апача: 100 пезета за ратнички, 50 за женски, а 25 за дечји.[1]
- 1835-1860. дружине америчких и индијанских плаћеника (из племена Шони, Делавер и Крик) убијају и скалпирају на хиљаде људи, жена и деце у замену за награде: амерички ловац на уцене Џемс Киркер наводи да је са својом бандом у периоду 1850-1860. убио 487 Апача, изгубивши притом само тројицу људи. Број убијених Апача је непознат: обичај ловаца на уцене да убијају и скалпирају локално становништво доводи до обуставе плаћања индијанских скалпова после 1860.[1]
- до 1850. непрестани напади Апача практично су опустошили северни део државе Сонора: локално становништво бежи на југ или преко границе у САД.[1]
- 1860-1870. у нападима Апача убијено око 4.000 Мексиканаца у Сонори: око 8.500 је емигрирало у Калифорнију, а још 7.500 у Аризону.[1]
- од 1870. мексичка влада наоружава савезничка индијанска племена (Тарахумара, Опата, Папаго и Пима) за борбу против Апача.[1]
- од 1880. мексичке и америчке трупе сарађују у борби против Апача са обе стране границе.[1]

### Апачи и САД
- 1846-1848. Током америчко-мексичког рата постојбина Апача и Кијова у садашњим државама Аризона и Нови Мексико пада под власт САД. Поглавица апачког племена источних Чирикава, Мангас Колорадас (1795-1863), пријатељски дочекује америчку војску на путу за Калифорнију и нуди савез Американцима у рату против Мексиканаца.[1]
- 1848-1860. Период мирне сарадње и толеранције између Апача и владе САД. После 1850. откриће злата у Аризони доводи но масовног досељавања Американаца и стварања рударских насеља.[1]
- 1860. Први сукоби Американаца са Апачима: у фебруару група рудара је ишибала поглавицу Мангас Колорадаса, а у децембру рудари су напали његову дружину на реци Мимбрес у Новом Мексику.
- 1861. Баскомова афера: америчка војска због отмице белог дечака ухапсила поглавицу Кочиза (1823-1874), који није имао везе са отмицом. Након што су обе стране узеле и погубиле таоце, неспоразум је ескалирао до отвореног рата.[1]
- 1862. Битка у Апачком пролазу: војска Уније на путу из Калифорније за Нови Мексико нападнута од велике војске Апача, али се успешно одбранила артиљеријом. Велики губици наводе Апаче да од тада избегавају отворене битке, и ограничавају се на партизански рат и пљачкашке препаде.[1]
- 1863. Поглавица Мангас Колорадас намамљен на преговоре и убијен, његова одсечена глава послата у Њујорк, где је изложена у музеју.[1]
- 1863-1872. Кочизов рат: у одговор на убиство Мангас Колорадаса, јужне Чирикаве пустоше Аризону и Сонору у Мексику. Октобра 1872. представници америчке владе потписују мир са Кочизом, а јужне Чирикаве добијају велики резерват у југоисточној Аризони. Мир се одржава пуних 5 година, иако Апачи из резервата несметано пљачкају у Мексику.
- 1872-1873. Уз помоћ апачких извиђача из племена Чирикава, амерички генерал Џорџ Крук успешно покорава западне Апаче у северној Аризони и смешта их у резерват.
- 1879. Америчка влада смешта сва племена Апача у један резерват, Сан Карлос, у каменитој пустињи код реке Гила. Многи ратници племена Чирикава и Топли Извори осећају се изданим од владе САД и користе сваку прилику за бекство из резервата.[1]
- 1879-1880. Викториов рат: племе Топли Извори, које је са своје територије у северном делу мексичке државе Чивава нападало америчка насеља у западном Тексасу, Новом Мексику и Аризони, потучено у планини Трес Кастиљос у Мексику заједничком интервенцијом америчке и мексичке војске.[1]
- 1881. Битка на потоку Сибекју: америчка војска у резервату Сан Карлос ухапсила веома популарног врача, након чега су локални Апачи покушали да га ослободе. Неколико апачких извиђача у служби америчке војске побунило се и придружило саплеменицима. После кратке опсаде тврђаве Апачи, део ратника напустио резерват и одметнуо се у Мексико.[1]
- 1883. У споразуму са мексичким властима, америчка војска из Аризоне под командом генерала Џорџа Крука са око 200 апачких извиђача прешла у Сонору и после битке са одметнутим Апачима у планинама Сијера Мадре (15. маја) наговорила око 350 ратника, које су предводили Џеронимо (1834-1909) и Наиче (Кочизов син) на повратак у резерват.[1]
- 1885-1886. Џеронимов рат: незадовољни условима живота у резервату, део Апача под Џеронимовим вођством поново се побунио и прешао у Мексико, живећи од разбојништва. Пошто овог пута није успео да наговори Џеронима на предају, генерал Крук је у марту 1886. смењен, а на његово место у Аризони постављен је генерал Нелсон Мајлс. Показујући отворени презир према Апачима, генерал Мајлс је одбацио дотадашње ослањање на индијанске извиђаче у борби против Апача. Упркос ангажовању скоро 5.000 америчких војника против мање од 100 Џеронимових Чирикава, гоњење мале Џеронимове дружине потрајало је пуних 6 месеци. Вешто и смело примењујући специфични индијански партизански начин ратовања, Џеронимо се с успехом борио против крупних коњичких јединица САД. Заробљен је у септембру 1886. и принуђен да са преосталом групом свог племена пређе у Флориду, а затим у Оклахому, где је и умро.[4] Заједно са Џеронимовим људима у Флориду су протерани и апачки извиђачи, који су одиграли одлучујућу улогу у њиховом заробљавању и америчкој победи.[1]